# Irisbus Crossway
Irisbus Crossway er en busmodel bygget af Irisbus/Iveco siden 2006. Bussen kan benyttes til byture eller korte ture (30-50 km).

## Motor
Bussens motor er af Cursor-typen med 260 eller 300 hk. Motoren opfylder både Euro5 og EEV.

## Tekniske specifikationer
- Længde: 10790 mm
- Bredde: 2550 mm
- Akselafstand: 4825 mm
- Siddepladser: 29
- Døre: 3
- Passagerer: 95 (både siddende og stående)
- Maksimal vægt: 17000 kg